# Dębówiec-Kolonia
Dębówiec-Kolonia – kolonia w Polsce położona w województwie wielkopolskim, w powiecie konińskim, w gminie Wilczyn. Do 31 grudnia 2016 pod nazwą Dębówiec.
W latach 1975–1998 miejscowość administracyjnie należała do województwa konińskiego.